# Srynsko
Srynsko (bułg. Срънско) – wieś w Bułgarii, w obwodzie Kyrdżali, w gminie Ardino. Według danych szacunkowych Ujednoliconego Systemu Ewidencji Ludności oraz Usług Administracyjnych dla Ludności, 15 czerwca 2020 roku miejscowość liczyła 82 mieszkańców.

## Historia
Machała znalazła się na terytorium Bułgarii w 1912 roku pod turecką nazwą Dżami Dżedim amuk. Nazwa Została przemianowana na Srynsko oraz przyznano miejscowości status wsi rozporządzeniem ministerialnym nr 1014, ogłoszonym 11 maja 1942 r.